# Erigeron peregrinus
Espèce
Erigeron peregrinus est une espèce de plantes à fleurs de la famille des Asteraceae. C'est une plante herbacée vivace originaire de l’ouest de l’Amérique du Nord.

## Habitat
L'espèce est présente à l’ouest de l’Amérique du Nord, de la Californie jusqu’en Alaska. Son extension orientale atteint la province canadienne de l’Alberta jusqu’au Nouveau-Mexique. La plante apprécie les prairies de montagnes et les talus.

## Description
La plante peut atteindre 10 à 40 centimètres de haut ; ses feuilles, jusqu'à 20 centimètres de long, partent de la base de la tige. L’inflorescence est un capitule de un à deux centimètres de diamètre. Dans le style d’une pâquerette, le capitule se compose d’un disque jaune entouré de plus de 100 pétales de couleur violet à blanc.